# مع التابعين
مع التابعين هو برنامج تلفزيوني يقدّمه الداعية الإسلامي المصري عمرو خالد.

## عناوين الحلقات
عرضت الحلقات الآتية يومياً خلال رمضان 2011:
- الحلقة 1: مُقدّمة
- الحلقة 2: المثنى بن حارثة
- الحلقة 3: أويس القرني
- الحلقة 4: سعيد بن المسيب
- الحلقة 5: الحسين بن علي
- الحلقة 6: سالم بن عبد الله
- الحلقة 7: موسى بن نصير
- الحلقة 8: زينب بنت علي
- الحلقة 9: أبناء الزبير بن العوام - وهم عبد الله (صحابي) ومصعب وعروة (تابعيان).
- الحلقة 10: الحسن البصري
- الحلقة 11: رجاء بن حيوة
- الحلقة 12: سعيد بن جبير
- الحلقة 13: عبد الملك بن مروان
- الحلقة 14: عقبة بن نافع
- الحلقة 15: الحسن بن علي
- الحلقة 16: عمر بن عبد العزيز (الجزء الأول)
- الحلقة 17: عمر بن عبد العزيز (الجزء الثاني)
- الحلقة 18: أبو مسلم الخولاني
- الحلقة 19: ليلة القدر، وتقوىٰ نساء التابعين
- الحلقة 20: مالك بن دينار
- الحلقة 21: القاسم بن محمد بن أبي بكر
- الحلقة 22: الإمام أبو حنيفة
- الحلقة 23: ربيعة الرأي
- الحلقة 24: محمد بن سيرين
- الحلقة 25: شريح بن الحارث
- الحلقة 26: التابعين والدعاء
- الحلقة 27: العوائش
- الحلقة 28: أصحمة بن أبجر
- الحلفة 29: الختام

## مواعيد البث
يعرض البرنامج يومياً خلال رمضان 2011 في المواعيد والقنوات التالية:
- في 15:00 بتوقيت مكة المكرمة على إم بي سي.
- في 17:00 بتوقيت مكة المكرمة على قناة القاهرة ويعاد 23:30 بتوقيت مكة المكرمة.
- في 19:00 بتوقيت مكة المكرمة على قناة القاهرة ويعاد 01:30 صباحا بتوقيت مكة المكرمة.
- في 18:45 بتوقيت مكة المكرمة على المصرية[2]